# Бро (Об)
Бро (фр. Braux) — коммуна во Франции, находится в регионе Шампань — Арденны. Департамент — Об. Входит в состав кантона Шаванж. Округ коммуны — Бар-сюр-Об.
Код INSEE коммуны — 10059.
Коммуна расположена приблизительно в 165 км к востоку от Парижа, в 55 км южнее Шалон-ан-Шампани, в 36 км к северо-востоку от Труа.

## Население
Население коммуны на 2008 год составляло 108 человек.
| 1962 | 1968 | 1975 | 1982 | 1990 | 1999 | 2008 |
| ---- | ---- | ---- | ---- | ---- | ---- | ---- |
| 133  | 160  | 144  | 124  | 132  | 121  | 108  |

## Экономика
В 2007 году среди 64 человек в трудоспособном возрасте (15—64 лет) 50 были экономически активными, 14 — неактивными (показатель активности — 78,1 %, в 1999 году было 67,7 %). Из 50 активных работали 45 человек (28 мужчин и 17 женщин), безработных было 5 (1 мужчина и 4 женщины). Среди 14 неактивных 3 человека были учениками или студентами, 8 — пенсионерами, 3 были неактивными по другим причинам.